# Salsoul Nugget (If U Wanna)
Salsoul Nugget (If U Wanna) è una canzone dance del duo britannico M&S, facente parte del loro progetto musicale The Girl Next Door. Uscito nel mese di aprile del 2000, il brano ha raggiunto la posizione n° 6 nella Official Singles Chart, e alla n° 21 sulla rivista Billboard Hot Dance Club Play chart. La voce è della cantante Natasha Bryce.

## Campionature
La canzone contiene campionature della canzone "Everyman" della band Double Exposure e "Hit and Run" di Loleatta Holloway.

## Tracce
1. "Salsoul Nugget (If U Wanna)" (M&S Radio Version) - 3:29
2. "Salsoul Nugget (If U Wanna)" (Original Klub Radio) - 3:55
3. "Salsoul Nugget (If U Wanna)" (M&S Extended Vocal) - 6:01

## Classifiche
| Classifica (2001)                      | Posizione massima |
| -------------------------------------- | ----------------- |
| Official Singles Chart                 | 6                 |
| Billboard Magazine Hot Dance Club Play | 21                |